# اسکلپی (دهانه)
اسکلپی یک دهانه برخوردی در ماه‌ است.

## دهانه‌های اقماری
این دهانه ۷ دهانه اقماری دارد.
| Asclepi | عرض جغرافیایی | طول جغرافیایی | قطر          |
| ------- | ------------- | ------------- | ------------ |
| A       | ۵۲.۹° S       | ۲۳.۰° E       | ۱۴.۰ کیلومتر |
| C       | ۵۳.۳° S       | ۲۳.۴° E       | ۱۱.۰ کیلومتر |
| B       | ۵۴.۱° S       | ۲۳.۹° E       | ۱۹.۰ کیلومتر |
| E       | ۵۲.۱° S       | ۲۴.۱° E       | ۷.۰ کیلومتر  |
| D       | ۵۳.۵° S       | ۲۴.۱° E       | ۱۸.۰ کیلومتر |
| G       | ۵۳.۳° S       | ۲۴.۸° E       | ۵.۰ کیلومتر  |
| H       | ۵۲.۷° S       | ۲۵.۱° E       | ۱۹.۰ کیلومتر |